# Lanius excubitoroides
Lanius excubitoroides là một loài chim trong họ Laniidae.